# Dipnoclétoro
Dipnoclétoro (em parta: niwēδbed; em persa médio: ayēnīg; em grego clássico: δειπνοκλήτοπος; romaniz.: deipoklétopos) foi o título de um oficial sassânida. O título literalmente significava "introdutor chefe" e tal termo foi interpretado como "mestre de cerimônias". Aparece na inscrição trilíngue Feitos do Divino Sapor (ca. 262) segundo a qual era ocupado por Zecas.